# Acavomonas
Acavomonas, monotipski rod Alveolata, jedini je predstavnik A. peruviana, opisana 2014. goldine. Zasada ova vrsta čini posebno koljeno razred, red i porodicu.